# Michael West (General)
Sir Michael Montgomerie Alston-Roberts-West, GCB, DSO & 2 Bars (* 27. Oktober 1905; † 14. Mai 1978 in Bembridge, Isle of Wight) war ein britischer Offizier der British Army, der unter anderem zwischen 1958 und 1960 Kommandierender General des I. Korps (General Officer Commanding, I Corps) sowie von 1960 bis 1962 Oberkommandierender des Heereskommandos Nord (General Officer Commanding-in-Chief, Northern Command). Zuletzt war er als General zwischen 1962 und 1965 in Personalunion Militärischer Vertreter des Vereinigten Königreichs im NATO-Militärausschuss (Military Representatives, NATO Military Committee), Leiter des Britischen Verteidigungsstabes in den USA (British Defence Staff – US) sowie Militärattaché an der Botschaft in Washington, D.C.

## Leben

### Offiziersausbildung und Zweiter Weltkrieg
Michael Montgomerie Alston-Roberts-West, der üblicherweise den Namen Michael West führte, war das jüngste von drei Kindern von Kapitän zur See Harry Charles John Alston-Roberts-West und dessen Ehefrau Olive Molyneux-Montgomerie. Sein älterer Bruder William Reginald James Alston-Roberts-West (1900–1940) diente als Major im Gardegrenadierregiment Grenadier Guards und fiel am 21. Mai 1940 während des Zweiten Weltkrieges. Er selbst absolvierte eine Offiziersausbildung und trat 1925 als Leutnant (Second Lieutenant) in das Leichte Infanterieregiment Oxfordshire and Buckinghamshire Light Infantry der British Army ein. Nach verschiedenen Verwendungen als Offizier wurde er 1935 nach Britisch-Indien versetzt, wo er beim 2. Bataillon seines Regiments diente. Zu Beginn des Zweiten Weltkrieges wurde er 1939 Brigade Major der 163rd Infantry Brigade sowie am 16. August 1941 kommissarischer Oberstleutnant (Acting Lieutenant-Colonel) und erhielt am 16. November 1941 den vorübergehenden Dienstgrad eines Oberstleutnants (Temporary Lieutenant-Colonel). Im Anschluss wurde er 1942 Kommandeur (Commanding Officer) des 2. Bataillons des Linieninfanterieregiments South Lancashire Regiment (The Prince of Wales’s Volunteers), welches im Anschluss nach Madagaskar verlegt wurde. Danach war er als kommissarischer Oberst (Acting Colonel) zwischen dem 7. Juni 1943 und dem 15. Mai 1944 stellvertretender Kommandeur (Second-in-Command) der 72nd Indian Infantry Brigade und erhielt als solcher am 7. Dezember 1943 den vorübergehenden Dienstgrad als Oberst (Temporary Colonel) sowie den kriegsdienstbezogenen Rang eines Oberstleutnant (War substantive Lieutenant-Colonel).
Nachdem West am 16. Mai 1944 zum kommissarischen Brigadegeneral (Acting Brigadier) ernannt worden war, fungierte er während des Burmafeldzuges vom 16. Mai 1944 bis zum 12. Oktober 1945 Kommandeur der 5th Infantry Brigade. Zugleich war er zwischen dem 15. und 23. August 1944 kommissarischer Kommandeur der 2nd Division. Am 16. November 1944 erhielt er den vorübergehenden Rang eines Brigadegenerals (Temporary Brigadier) und wurde für seine Verdienste im Burmafeldzug am 4. Mai 1945 mit dem Distinguished Service Order (DSO) sowie am 28. Juni 1945 einer ersten Spange (Bar) zum DSO ausgezeichnet.

### Nachkriegszeit

#### Befehlshaber in Österreich und im Koreakrieg
Nach Kriegsende wurde Brigadier West im Oktober 1945 Kommandant der Infanterieschule (School of Infantry) in Warminster und verblieb auf diesem Posten bis September 1948. Im Anschluss wurde er in den vorübergehenden Dienstgrad eines Oberst (Temporary Colonel) zurückversetzt und war daraufhin zwischen dem 15. Oktober 1948 und dem 30. Juli 1950 stellvertretender Direktor für Personalplanung im Kriegsministerium (Deputy Director of Manpower Planning, War Office). In dieser Verwendung wurde er am 3. Februar 1949 zum Oberst (Colonel) befördert. Nachdem ihm am 31. Juli 1950 der vorübergehende Rang eines Generalmajors (Temporary Major-General) verliehen wurde, war er vom 31. Juli 1950 bis zum 22. Juli 1952 Kommandeur GOC (General Officer Commanding) der britischen Truppen im besetzten Nachkriegsösterreich (British Troops in Austria). Er wurde am 10. Mai 1951 zum Generalmajor (Major-General) befördert und für seine Verdienste in dieser Zeit am 7. Juni 1951 auch Companion des Order of the Bath (CB).
Während des Koreakrieges wurde Generalmajor Michael West am 7. September 1952 als Nachfolger von Generalmajor James Cassels Kommandeur der in Südkorea stationierten 1st Commonwealth Division und verblieb auf diesem Posten bis zum 11. Oktober 1953, woraufhin Generalmajor Horatius Murray ihn ablöste. Für seine Verdienste während des Koreakrieges erhielt er 1953 eine zweite Spange zum Distinguished Service Order. Nach anschließenden Verwendungen übernahm er zwischen dem 10. März 1953 und dem 10. Februar 1958 den Posten als Generaldirektor für die Territorialarmee im Kriegsministerium (Director-General of Territorial Army, War Office).

#### Aufstieg zum General
Nachdem West am 20. März 1958 zum Generalleutnant (Lieutenant-General) befördert worden war, übernahm er als Nachfolger von Generalleutnant Sir Harold Pyman den Posten als Kommandierender General des in Deutschland stationierten I. Korps (General Officer Commanding, I Corps). Diesen hatte er bis zum 7. März 1960 inne und wurde danach von Generalleutnant Sir Charles Phibbs Jones abgelöst. Während dieser Zeit wurde er am 1. Januar 1959 zum Knight Commander des militärischen Zweiges des Order of the Bath (KCB (Mil)) geschlagen und führte seither den Namenszusatz „Sir“. Im Anschluss wurde er im Mai 1960 Nachfolger von Generalleutnant Sir Richard Goodbody als Oberkommandierender des Heereskommandos Nord (General Officer Commanding-in-Chief, Northern Command) und hatte dieses Amt bis 31. Mai 1962 inne, woraufhin ihn abermals Generalleutnant Sir Charles Phibbs Jones ihn ablöste.
Michael West wurde am 23. Juni 1962 zum General befördert und löste im Anschluss am 7. Juli 1962 Air Chief Marshal Sir George Holroyd Mills in Personalunion als Militärischer Vertreter des Vereinigten Königreichs im NATO-Militärausschuss (Military Representatives, NATO Military Committee), Leiter des Britischen Verteidigungsstabes in den USA (Head of British Defence Staff – US) sowie Militärattaché an der Botschaft in Washington, D.C. ab. Er übte diese Funktionen bis Juli 1965 aus und wurde im Anschluss von Admiral Sir Nigel Henderson abgelöst. Am 13. Juni 1964 wurde er zum Knight Grand Cross des militärischen Zweiges des Order of the Bath (KCB (Mil)) erhoben. Er trat schließlich am 21. September 1965 in den Ruhestand. 
Aus seiner am 24. August 1965 geschlossenen Ehe mit Christine Sybil Oppenheim (1913–2000), Tochter von Oberstleutnant A. C. Oppenheim, DSO, ging die Tochter Carinthia West hervor, die zeitweilig mit den Rockmusikern Mick Jagger und Bryan Ferry liiert war.